# На шляхах до вбогого театру
На шляхах до вбогого театру (пол. Ku teatrowi ubogiemu) — текст Єжи Ґротовського, опублікований у 1965 році. Вважається одним із найважливіших театральних маніфестів XX століття. Ґротовський мріяв про актора, здатного подолати роздвоєність тіла й духу і грати всім своїм єством, досягаючи спонтанності, повноти й цілісності. Останні тридцять років життя режисер, відійшовши від публічної театральної роботи, досліджував прадавні ритуали, провадив тілесні й духовні практики самопізнання.  Українською текст переклав літературознавець Іван Денисюк.

## Концепція "вбогий театр"
Концепція про створення театру після відкидання у ньому всього непотрібного. У такий спосіб у театрі залишаються лише актор та глядач, без зайвих прикрас чи реквізиту, а також без поділу на сценічний простір та публіку: "Таким чином приходимо, до театру вбогого, який, на відміну від театру багатого, не буде колажем різних видів мистецтва, таких як музика, література, живопис, серед яких людина є лише одним із елементів постановки, але буде становити інтегральну цілість, в якій все зосереджується на акторі".
У межах формальної техніки актор(к)и вбогого театру прагнуть не нагромадити знаки (як це відбувається в Орієнтальному театрі), а дистилювати знаки людських природних імпульсів, очищаючи їх від усього, що є нашаруванням повсякденної поведінки, і так досягаються чисті імпульси.
"Театр повинен врешті осягнути власні межі. Оскільки він не може перевершити кіно багатством, нехай вибере бідність; оскільки йому бракує розмаху й обсягу телебачення, хай стане аскетичним, а оскільки механіка, яку він має, позбавлена  привабливості, нехай зовсім відмовиться від механізмів", -  вважав Єжи Ґротовський.